# 多德里奇 (阿肯色州)
多德里奇（英語：Doddridge）是位於美國阿肯色州米勒縣的一個非建制地區。該地的面積和人口皆未知。

## 地理
多德里奇的座標為33°05′30″N 93°54′30″W / 33.09167°N 93.90833°W，而該地的平均海拔高度為105米（即342英尺）。